# Doktor
Doktor er en person med en akademisk doktorgrad. I dagligsproget er det også en betegnelse for en læge; man siger gerne dr. Hansen (ikke læge Hansen).